# George Booth, 1:e baron Delamer

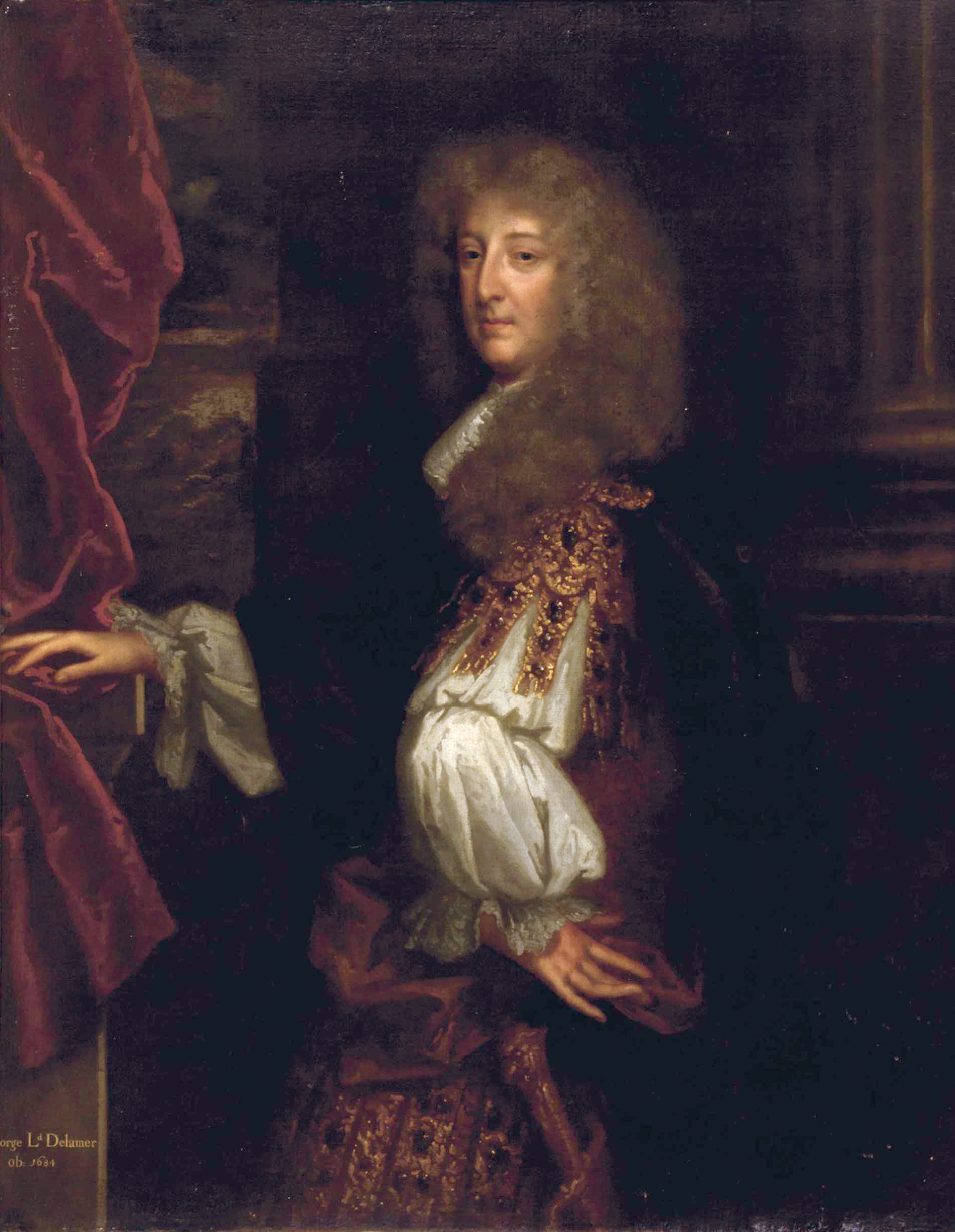
George Booth, 1:e baron Delamer.

George Booth, 1:e baron Delamer, född i augusti 1622, död den 8 augusti 1684, var en engelsk politiker, far till Henry Booth, 2:e baron Delamer.
Delamer deltog i inbördeskriget på parlamentets sida, satt från 1645 i "långa parlamentet" samt 1654 och 1656 i Oliver Cromwells parlament. Under Richard Cromwell blev han en av de missnöjdas ledare, knöt förbindelser med "kavaljererna" och planerade en omfattande resning, vilken emellertid endast i Cheshire fick en övergående framgång, i augusti 1659.
Booth besegrades snart av general Lambert, flydde i kvinnokläder, men upptäcktes och insattes i Towern. Hans misslyckade resning torde ej oväsentligt ha påskyndat restaurationen. Själv blev han snart frigiven, satt i "Convention parliament", upphöjdes vid Karl II:s kröning till baron och erhöll genom parlamentsbeslut en riklig penningbelöning för sitt rojalistiska nit. Hans misslyckade flyktförsök gav upphov åt en rik flygskriftslitteratur.